# Spiski Karbik
Spiski Karbik (słow. Mačacíe sedielko) – przełęcz w zachodnim żebrze Skrajnej Spiskiej Turniczki – turni kończącej południowo-zachodnią grań Spiskiej Grzędy w słowackiej części Tatr Wysokich. Oddziela kopułę szczytową Skrajnej Spiskiej Turniczki na wschodzie od Spiskiej Czubki na zachodzie.
Żebro, w którym znajduje się przełęcz, opada ku Baraniemu Ogrodowi, jednemu z górnych pięter Doliny Pięciu Stawów Spiskich. Na południe od Spiskiego Karbika rozciąga się Spiska Galeria, nad którą wyrasta Spiski Mnich, położony w drugim z żeber Skrajnej Spiskiej Turniczki.
Przełęcz jest wyłączona z ruchu turystycznego. Dla taterników jest łatwo dostępna dawno znaną drogą od Schroniska Téryego.